# Hyagnis gabonicus
Hyagnis gabonicus es una especie de escarabajo longicornio del género Hyagnis, subfamilia Lamiinae. Fue descrita científicamente por Breuning en 1939.
Se distribuye por 
Costa de Marfil, Gabón, Ghana, Guinea, Kenia, República Centroafricana, República Democrática del Congo y Togo. Posee una longitud corporal de 7-9 milímetros. El período de vuelo de esta especie ocurre en los meses de febrero, mayo, octubre y noviembre.